# LAND IN ASIA
『LAND IN ASIA』（ランド・イン・エイジア）は、日本のバンド・Mr.Childrenによるアジア地区限定のベスト・アルバム。1996年1月2日にトイズファクトリーと香港のレコード会社 (Cinepoly/Polygram) より共同で発売された。

## 背景とリリース
Mr.Childrenのアジアライブを記念して、香港や台湾など一部のアジア地域で限定発売された公式の初のベスト・アルバム。しかし香港のレコード会社との契約問題や著作権の関係からすぐに廃盤となっている。日本では未発売。
初回盤・通常盤共に紙製スリーブケース入りで、初回盤はメンバー4人の写真がジャケットになっており通常盤は封筒のようなデザイン。トイズファクトリーの旧ロゴマークが入っている作品でもある。
パッケージ裏の曲一覧のローマ字が誤っている点が多い。
収録曲は4thアルバム『Atomic Heart』を中心に、それ以外は当時シングルのみだった曲を追加している。それ以前の曲は2ndシングル『抱きしめたい』の1曲しか収録されていない。また、6thシングル『Tomorrow never knows』から9thシングル『シーソーゲーム 〜勇敢な恋の歌〜』までのシングル曲は全てアルバム初収録となっている。

## 収録内容
| 全作詞: 桜井和寿、全編曲: 小林武史 & Mr.Children。 |                                                     |           |                    |      |
| #                                                  | タイトル                                            | 作詞      | 作曲               | 時間 |
| 1.                                                 | 「シーソーゲーム 〜勇敢な恋の歌〜」                 |           | 桜井和寿           | 4:29 |
| 2.                                                 | 「Tomorrow never knows」                            |           | 桜井和寿           | 5:08 |
| 3.                                                 | 「Dance Dance Dance」                               |           | 桜井和寿・小林武史 | 4:57 |
| 4.                                                 | 「ラヴ コネクション」                               |           | 桜井和寿・小林武史 | 4:57 |
| 5.                                                 | 「抱きしめたい」                                    |           | 桜井和寿           | 5:28 |
| 6.                                                 | 「雨のち晴れ」                                      |           | 桜井和寿           | 5:27 |
| 7.                                                 | 「everybody goes -秩序のない現代にドロップキック-」 |           | 桜井和寿・小林武史 | 4:36 |
| 8.                                                 | 「【es】 〜Theme of es〜」                          |           | 桜井和寿           | 5:49 |
| 9.                                                 | 「Round About 〜孤独の肖像〜」                      |           | 桜井和寿           | 5:25 |
| 10.                                                | 「クラスメイト」                                    |           | 桜井和寿           | 5:27 |
| 11.                                                | 「CROSS ROAD」                                      |           | 桜井和寿           | 4:33 |
| 12.                                                | 「innocent world」                                  |           | 桜井和寿           | 5:45 |
| 合計時間:                                          | 合計時間:                                           | 合計時間: | 62:01              |      |

## 楽曲解説
1. シーソーゲーム 〜勇敢な恋の歌〜
  - 9thシングル。
  - アルバム初収録。
2. Tomorrow never knows
  - 6thシングル。
  - アルバム初収録。その後に発売された6thアルバム『BOLERO』およびベスト・アルバム『Mr.Children 1992-1995』『Mr.Children 1992-2002 Thanksgiving 25』にはアルバムバージョンが収録されたため、シングルバージョンが収録されたのは本作のみとなっている。
3. Dance Dance Dance
  - 4thアルバム『Atomic Heart』収録曲。
4. ラヴ コネクション
  - 4thアルバム『Atomic Heart』収録曲および6thシングル『Tomorrow never knows』カップリング曲。
5. 抱きしめたい
  - 2ndシングル。
6. 雨のち晴れ
  - 4thアルバム『Atomic Heart』収録曲。
7. everybody goes -秩序のない現代にドロップキック-
  - 7thシングル。
  - アルバム初収録。
8. 【es】 〜Theme of es〜
  - 8thシングル。
  - アルバム初収録。
9. Round About 〜孤独の肖像〜
  - 4thアルバム『Atomic Heart』収録曲。
10. クラスメイト
  - 4thアルバム『Atomic Heart』収録曲および7thシングル『everybody goes -秩序のない現代にドロップキック-』カップリング曲。
11. CROSS ROAD
  - 4thシングル。
12. innocent world
  - 5thシングル。